# Pacificagrion
Pacificagrion – rodzaj ważek z rodziny łątkowatych (Coenagrionidae).

## Zasięg występowania
Rodzaj obejmuje gatunki występujące endemicznie na wyspie Upolu w archipelagu Samoa.

## Podział systematyczny
Do rodzaju należą następujące gatunki:
- Pacificagrion dolorosa Fraser, 1953
- Pacificagrion lachrymosa Fraser, 1926